# Związek Pobożny
Związek Pobożny – konfederacja części wojska i szlachty zawiązana w 1662 z inicjatywy Stefana Czarnieckiego i pod dowództwem Aleksandra Ludwika Niezabitowskiego. Stanął w obronie króla przeciwko Związkowi Święconemu, jednak przyciągnął tylko nieliczne chorągwie.
Popierał reformy zaproponowane przez króla (wysokie podatki na niepłatne wojsko i reforma zasad elekcji: vivente rege).